# Jänisvaara (kulle i Norra Lappland)
Jänisvaara är en kulle i Finland. Den ligger i Sodankylä i landskapet Lappland, i den norra delen av landet, 900 km norr om huvudstaden Helsingfors. Toppen på Jänisvaara är 384 meter över havet.
Terrängen runt Jänisvaara är huvudsakligen platt.Trakten runt Jänisvaara är nära nog obefolkad, med mindre än två invånare per kvadratkilometer. Det finns inga samhällen i närheten. 